# Wiktor Iwanowitsch Grischin

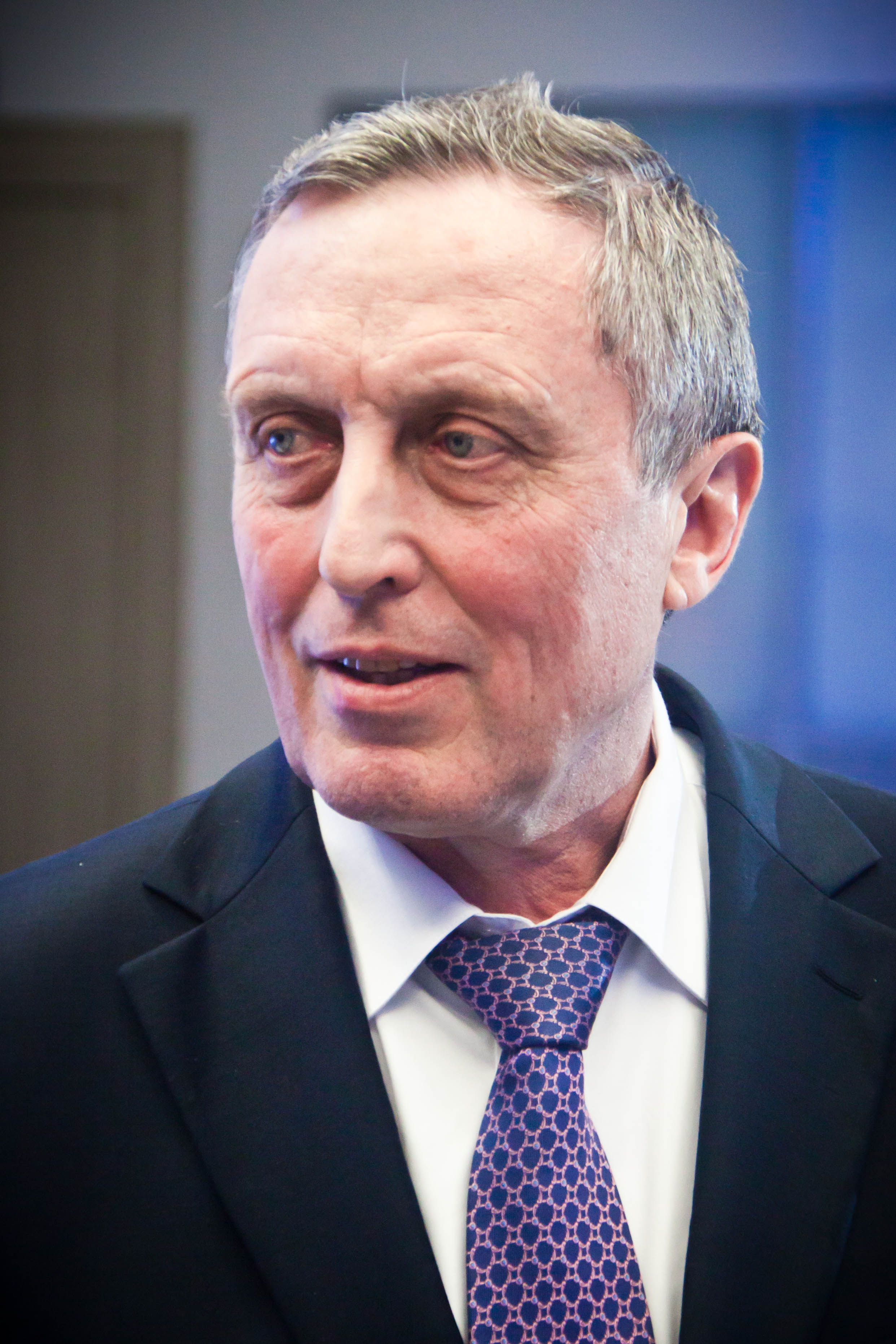
Wiktor Iwanowitsch Grischin, 2017

Wiktor Iwanowitsch Grischin (russisch Виктор Иванович Гришин, * 17. Februar 1951) ist ein russischer Wirtschaftswissenschaftler. Grischin war von 2008 bis 2020 Rektor der Russischen Plechanow-Wirtschaftsuniversität und ist Mitglied der Partei Einiges Russland.

## Biographie
Grischin absolvierte mit Auszeichnung die Staatliche Universität für Steuerungssysteme und Radioelektronik in Tomsk.
Seit 1985 war er in leitenden Positionen für die Republik Mordwinien tätig. Zunächst als stellvertretender Vorsitzender der staatlichen Plankommission sowie 1993 als Wirtschaftsminister. Im Jahr 1996 wurde er zum stellvertretenden Vorsitzenden der Regierung von Mordwinien ernannt. Von 1999 bis 2008 war er Abgeordneter in der 3., 4. und 5. Staatsduma. Er schied vorzeitig aus dem Amt aus, um Rektor der Russischen Plechanow-Wirtschaftsuniversität in Moskau zu werden.

## Privates
Grischin ist verheiratet und hat zwei Kinder.

## Auszeichnungen
- Verdienstorden für das Vaterland (2015)[4]
- Alexander-Newski-Orden (2019)[5]